# 氷川きよしの昭和の演歌名曲集
『氷川きよしの昭和の演歌名曲集』は、氷川きよしのアルバム。日本コロムビアから2014年5月21日に発売された。

## 概要
Aタイプ・初回完全限定スペシャル盤とBタイプ・通常盤の二種リリース。Aタイプには「無法松の一生〜度胸千両入り〜」MVが収録DVD付。Aタイプ・Bタイプそれぞれジャケット写真が異なる。

## 収録曲
1. 無法松の一生〜度胸千両入り〜　[4:08]
作詩:吉野夫二郎
作曲:古賀政男
編曲:伊戸のりお
オリジナル歌唱:村田英雄
2. 船方さんよ　[3:28]
作詩:門井八郎
作曲:春川一夫
編曲:伊戸のりお
オリジナル歌唱:三波春夫
3. 赤いランプの終列車　[3:23]
作詩:大倉芳郎
作曲:江口夜詩
編曲:石倉重信
オリジナル歌唱:春日八郎
4. リンゴ村から　[3:25]
作詩:矢野亮
作曲:林伊佐緒
編曲:伊戸のりお
オリジナル歌唱:三橋美智也
5. 誰か故郷を想わざる　 [3:21]
作詩:西條八十
作曲:古賀政男
編曲:石倉重信
オリジナル歌唱:霧島昇
6. かえり船　[3:39]
作詩:清水みのる
作曲:倉若晴生
編曲:石倉重信
オリジナル歌唱: 田端義夫
7. 涙を抱いた渡り鳥　[3:33]
作詩:星野哲郎
作曲:市川昭介
編曲:石倉重信
オリジナル歌唱:水前寺清子
8. 若いお巡りさん　[2:29]
作詩:井田誠一
作曲:利根一郎
編曲:石倉重信
オリジナル歌唱:曽根史郎
9. 落葉しぐれ　[3:29]
作詩:吉川静夫
作曲:吉田正
編曲:石倉重信
オリジナル歌唱:三浦洸一
10. 東京ラプソディ　[3:34]
作詩:門田ゆたか
作曲:古賀政男
編曲:伊戸のりお
オリジナル歌唱:藤山一郎
11. ふるさとのはなしをしよう　 [3:33]
作詩:伊野上のぼる
作曲:キダ・タロー
編曲:石倉重信
オリジナル歌唱:北原謙二
12. 人生一路　[3:37]
作詩:石本美由起
作曲:かとう哲也
編曲:石倉重信
オリジナル歌唱:美空ひばり